# 马顿 (伊利诺伊州)
马顿（Mattoon）是美国伊利诺伊州科尔斯县的一座城市。